# Antoon van Toulongeon

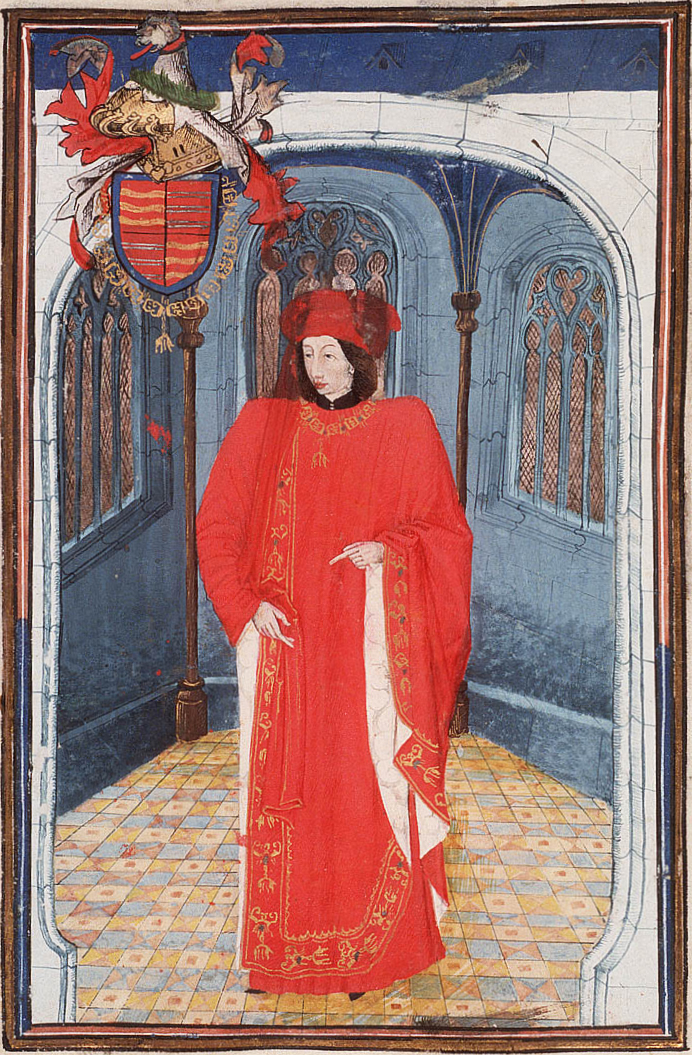
Antoine de Toulongeon in het wapenboek van de Orde van het Gulden Vlies

Antoon van Toulongeon (Frans: Antoine de Toulongeon) (1385 - 29 september 1432) was een Bourgondisch edelman. Hij was maarschalk van het hertogdom Bourgondië en een der eerste ridders in de Orde van het Gulden Vlies.

## Biografie
Hij was de tweede zoon van Tristan van Toulongeon en Johanna van Montrichard, dochter van Jan van Chalon, heer van Montrichard. Zijn oudere broer Jan II van Toulongeon vervulde reeds het ambt van maarschalk van Bourgondië. 
Zijn jongere broer Andreas van Toulongeon werd in 1432 eveneens tot ridder in de Orde van het Gulden Vlies gekozen.
Antoine was heer van Buxy, Traves, La Bastie (Cerdon) en Montrichard (Sirod).

Wapenschild van het huis Toulongeon-Sennecy

Hij kwam in dienst van hertog Jan zonder Vrees en verving begin 1418 zijn broer Jean als kapitein van Troyes, Champagne en Brie. In de zomer van 1419 werd hij samen met Regnier Pot en Hendrik Goethals als gezant naar Hendrik V van Engeland gestuurd, die zich net meester had gemaakt van Parijs. Na het mislukken van deze missie zocht Jan zonder Vrees toenadering tot de dauphin Karel, maar werd bij hun ontmoeting vermoord (10 september 1419).
De nieuwe hertog Filips de Goede stuurde Antoon van Toulongeon opnieuw als gezant naar de Engelse koning die voortaan zijn bondgenoot was. Na de dood van zijn broer Jan II van Toulongeon (10 juli 1427), werd Antoon in zijn plaats benoemd tot maarschalk van Bourgondië en gouverneur-generaal van Bourgondië en Charolais.
In 1430 werd Antoon van Toulongeon een van de eerste ridders van de nieuw opgerichte Orde van het Gulden Vlies.
Als goede vriend van Anton van Vaudémont nam hij aan diens zijde deel aan de successieoorlog in het hertogdom Lotharingen. Samen met Antoine de Vergy bracht hij een leger op de been en won als legerleider de slag bij Bulgnéville (2 juli 1431) tegen René I van Anjou, die hierbij gevangen werd genomen.
Lang kon Antoon van Toulongeon echter niet genieten van zijn triomf: hij stierf in september van het jaar nadien. 
Hij werd als maarschalk van Bourgondië opgevolgd door Pierre de Bauffremont.

## Huwelijken en kinderen
Antoon van Toulongeon trouwde met Béatrice de Saint-Cheron, vervolgens met Catherine de Bourbon, vrouwe van Clessy, uit een bastaardtak die afstamde van Lodewijk I van Bourbon.
Van zijn kinderen werd Claude de Toulongeon vijftig jaar na zijn vader eveneens ridder in de Orde van het Gulden Vlies (1481).